# المؤمن (فلم 2001)
المؤمن (بالإنجليزية: The Believer) هو فيلم دراما تم إنتاجه في الولايات المتحدة وصدر سنة 2001, بطولة رايان غوسلينغ.

## القصة
شاب يهودي يترك اليهودية ثم يصبح نازي جديد ويعادي كل ما هو يهودي.

## الميزانية والإيرادات
كلف الفيلم 1.5 دولار أمريكي وحقق أرباح تقدر بـ 1.3 مليون دولار أمريكي.

## وصلات خارجية
مقالات تستعمل روابط فنية بلا صلة مع ويكي بيانات